# レモニー・スニケットの世にも不幸せな物語
『レモニー・スニケットの世にも不幸せな物語』（レモニー・スニケットのよにもふしあわせなものがたり、原題：Lemony Snicket's A Series of Unfortunate Events）とは、ジム・キャリー出演の2004年製作のアメリカ映画。レモニー・スニケット著『世にも不幸なできごと』シリーズの3つの作品を取り混ぜて、一つの映画作品にしている。
第77回アカデミー賞では4部門にノミネートされ、メイクアップ賞を受賞した。

## ストーリー
ボードレール家の三人姉弟ヴァイオレット、クラウス、サニー。ある日3人で砂浜で遊んでいるところに、自宅が全焼し、両親が亡くなったとの知らせを受ける。財産を引き継ぐ為、銀行より法的な身元引受人のオラフ伯爵と引き合わされるが、オラフは遺産目当てに彼ら3人を暗殺しようと企てる。
それから彼らの身の上には、信じられないような不幸な出来事が次々と降り掛かるのだった。

## キャスト
※括弧内は日本語吹替
- オラフ伯爵 - ジム・キャリー（山寺宏一）

職業は俳優で自分の劇団を持っている。変装をすることもあるが、誤魔化しきれていない。遺産目当てに、三姉弟の両親を殺害。最後は悪事がばれて終身刑に服する予定だったが、陪審員を買収して姿をくらまし逃げた。
- ヴァイオレット・ボードレール - エミリー・ブラウニング（清水理沙）

語り手いわく、世界の14歳級ではトップクラスの発明家。髪をリボンで結んでいるときは発明に夢中になっている印。ゴミや不用品の中から、役に立つものを見つけ、必ずその場に必要な物を発明する英才。
- クラウス・ボードレール - リアム・エイケン（内山昂輝）

読書家で何より本を読むことが好きで暗記もしている。家にも図書館並みに本が揃っているので何よりの至福を感じている。ヴァイオレットの発明の実験台にされている。
- サニー・ボードレール - カラ&シェルビー・ホフマン（川田妙子）

何でも噛み、噛むことを楽しんでいる。幼いだけに舌足らずで会話はまだまだ成立しないが、発言（しているつもりの）内容はかなり攻撃的で幼児離れしている。
- ミスター・ポー - ティモシー・スポール（島香裕）

銀行の重役で遺産管理人。人情はあるが、周囲の機微に疎いところがある。
- モンティおじさん - ビリー・コノリー（石塚運昇）

珍獣マニア。偏屈な性格だが、家族を火事で亡くしており、同じ境遇の三姉弟たちの気持ちを理解している。オラフを危険人物と見抜いていたが、肝心の正体には気づいていなかった。そしてオラフにヘビに噛まれた事故死に見せかけて殺害された。
- ジョセフィーンおばさん - メリル・ストリープ（谷育子）

ボロ民家に住んでいる未亡人。夫アイクはヒルの毒で亡くなった。昔は危ないことを好んでいたが、次第に被害妄想や強迫観念にとらわれ、臆病になった。
- ストラウス判事 - キャサリン・オハラ（金野恵子）
- 警官 - セドリック・ジ・エンターテイナー（北川勝博）
- 女装癖の男 - クレイグ・ファーガソン ： 劇団員。
- かぎ爪の男 - ジェイミー・ハリス ： 劇団員。
- 坊主頭の男 - ルイス・ガスマン ： 劇団員。
- 白い顔の女 - ジェーン・アダムス ： 劇団員。
- 白い顔の女 - ジェニファー・クーリッジ ： 劇団員。
- レモニー・スニケット - ジュード・ロウ（松本保典）： 語り手。客観的に語るだけにメタフィクショナルな発言が多い。
- 評論家 - ダスティン・ホフマン（クレジットなし）（小川真司）

## スタッフ
- 原作 - レモニー・スニケット
- 製作 - ウォルター・F・パークス（ドリームワークス）、パラマウント・ピクチャーズ
- 監督 - ブラッド・シルバーリング
- 脚本 - ロバート・ゴードン
- 音楽 - トーマス・ニューマン

## エピソード
- 主演のエミリー･ブラウニングとリアム・エイケンが交際をしていたとの噂が流れたが、これはエミリー・ブラウニングの当時のボーイフレンドが（エイケンと同じ）リアムという名前だったため、ファンが取り違えたものである。
- ティム・バートンが監督を打診された時期もあり、その時にはジョニー・デップがオラフ伯爵を、グレン・クローズがジョゼフィーンおばさんを演じる予定だった。事実、この作品にはバートン作品常連のスタッフが数多く携わっている。
- 欧米ではPC、PS2、Xbox、GC、GBAでゲーム化されている。